# Mariama Sow
Pour les articles homonymes, voir Sow.
Mariama Sow, née le 3 septembre 1998, est une karatéka sénégalaise.

## Palmarès
| Année | Compétition                           | Lieu     | Résultat | Catégorie          |
| ----- | ------------------------------------- | -------- | -------- | ------------------ |
| 2019  | Championnats d'Afrique de karaté 2019 | Gaborone | 1re      | Kumite par équipes |
| 2019  | Jeux africains de 2019                | Rabat    | 3e       | Kumite par équipes |